# 唐廷枢
唐廷枢（1832年5月19日—1892年10月7日），初名唐傑，字建時，號景星，又號鏡心，广东香山县唐家村（今广东省珠海市唐家湾镇）人，清代洋务运动的代表人物之一。

## 生平

### 早年生活
1832年5月19日，唐廷枢出生于广东香山县唐家村，是家中次子，兄長為唐廷桂，胞弟唐廷庚。由于唐廷枢父亲受僱于澳門马礼逊教会学堂，唐廷枢得以在10岁那年（即1842年）入读澳門马礼逊教会学堂，並在学堂结识后来成为中国首位留学美国的留学生容闳、报人黄胜、西医黄宽。1849年入读同為马礼逊創立的英華書院。
唐廷枢的第一份工作是在香港一家拍卖行担任低级职员的工作。1851年，他在香港政府内部担任翻译，在此他结识了后来成为中国海关总税务司的李泰国。1853年，获晋升，担任香港巡理厅正翻译。1856年，开始代理香港大审院华人正翻译工作。在香港政府任职期间，他一共开办了两家当铺，这是他第一次踏足商界。
1858年，经李泰国介绍，唐廷枢离开香港，到达上海，出任上海海关高级翻译。

### 买办生涯
1861年，唐廷枢自上海海关辞职，出资创办了棉花行“修华号”，该棉花行的主要业务是收购中国国内的棉花再转售予怡和洋行，这是他首次踏足外贸生意。
1863年，唐廷枢加入怡和洋行，成为怡和洋行的总买办，负责管理钱款、收购物资、开展航运、扩大市场等。在担任怡和洋行总买办的期间，他开始尝试附股外国在华企业，先后附股的外国在华企业有谏当保险行、华海轮船公司、公正轮船公司、北清轮船公司、美国琼记洋行的苏晏拿打号轮船、马立司洋行船队和美记洋行船队。
在正式加入怡和洋行的前一年（即1862年），唐廷枢通过广州纬经堂出版社出版书籍《英语集全》，该书使用粤语注音，主要涉及交际英语。该书后来被认为是中国第一部汉英词典和英语教科书。

### 洋务运动
1873年，自怡和洋行辞职，应李鸿章邀请加入轮船招商局，替换朱其昂担任总办一职。接手后，迅速将招商局的资本自原来20万两扩大到100万两，后又使招商局一跃成为中国当时最大轮船企业。
1876年，受李鸿章委派负责开平煤矿筹备工作，1878年，开平煤矿以“官督商办”形式正式成立。该矿是中国最早实现机器开采的大型煤矿，创造了中国近现代工业发展史的许多个第一，如中国第一个使用机器开采的大型煤矿，中国第一个实行股份制经营的企业等。
为了使开平煤矿所生产的煤炭能够顺利运送，唐廷枢于1881年主持修筑中国第一条自建铁路——唐胥铁路。但是由于铁路在当时中国属于新生事物，唐廷枢的行为遭受当时保守派的反对，并因此被慈禧太后以“震动龙脉”、“惊扰祖宗”的罪名关入遵化大狱，后来才得以获释。
1885年起，唐廷枢完全离开招商局，专门负责开平煤矿的工作。
除此以外，在1875年至1886年期间，唐廷枢还创建、合并多间保险公司，从而獲誉为“中国民族保险业之父”。
1892年10月7日，时任开平矿务局总办的唐廷枢于天津逝世。逝世后，其灵柩由招商局派专轮运回广东香山县唐家村安葬，有13个国家的商务官员随行护送。

## 评价
李鸿章：“中国可无李鸿章，但不可无唐廷枢”。
上海《北华捷报》：“他的死，对外国人和对中国人一样，都是一个持久的损失”。